# Liste von Vulkanen in Saudi-Arabien
Dies ist eine Liste von Vulkanen in Saudi-Arabien, die während des Quartärs mindestens einmal aktiv waren.
| Bild | Name            | Vulkan- typ  | letzte Eruption | Höhe   | Geo- koordinaten               |
| ---- | --------------- | ------------ | --------------- | ------ | ------------------------------ |
|      | Al Harrah       | Vulkan- feld | unbekannt       | 1100 m | 031° 05′ 00″ N, 038° 25′ 00″ O |
|      | Harrat al-Birk  | Vulkan- feld | unbekannt       | 381 m  | 018° 22′ 00″ N, 041° 38′ 00″ O |
|      | Harrat ar-Rahah | Vulkan- feld | unbekannt       | 1950 m | 027° 48′ 00″ N, 036° 10′ 00″ O |
|      | Harrat Ithnayn  | Vulkan- feld | unbekannt       | 1625 m | 026° 35′ 00″ N, 040° 12′ 00″ O |
|      | Harrat Khaybar  | Vulkan- feld | 650 (±50)       | 2093 m | 025° 38′ 44″ N, 039° 56′ 45″ O |
|      | Harrat Kishb    | Vulkan- feld | unbekannt       | 1475 m | 022° 48′ 00″ N, 041° 23′ 00″ O |
|      | Harrat Lunayyir | Vulkan- feld | um 1000         | 1370 m | 025° 10′ 00″ N, 037° 45′ 00″ O |
|      | Harrat Rahat    | Vulkan- feld | 1256            | 1744 m | 024° 19′ N, 039° 46′ O         |
|      | Harrat 'Uwayrid | Vulkan- feld | um 640          | 1920 m | 027° 05′ 00″ N, 037° 15′ 00″ O |
|      | Jabal Yar       | Vulkan- feld | 1810 (±10)      | 305 m  | 017° 03′ 00″ N, 042° 50′ 00″ O |